# Heterometra quinduplicava
Heterometra quinduplicava is een haarster uit de familie Himerometridae.
De wetenschappelijke naam van de soort werd in 1888 gepubliceerd door Philip Herbert Carpenter.